# Дарсі Басселл
Марні Мерседес Дарсі Пембелтон Кріттл, відома як Дарсі Андреа Басселл-Форбс (англ. Darcy Andrea Bussell-Forbes, 27 квітня 1969, Лондон, Велика Британія) — британська балерина, хореографка, модель, акторка та письменниця.

## Біографія
Народилася 24 квітня 1969 року в Лондоні (Англія, Велика Британія) в родині бізнесмена Джона Кріттла і англійки Андреа, які розлучилися в 1972 році, коли їй було 3 роки. Незабаром після розлучення мати одружилася з дантистом Філіпом Басселлом, який удочерив Дарсі. Довгий час сімейство проживало в Австралії, але пізніше вони повернулися в Англію, де Дарсі закінчила «Fox Primary School» у Лондоні.
Почала кар'єру балерини на початку 1980-х років. У 1990-х роках Басселл знялася в кількох фільмах.